# Brezovica, Sabinov
Brezovica este o comună slovacă, aflată în districtul Sabinov din regiunea Prešov. Localitatea se află la altitudinea de 447 m deasupra n.m., se întinde pe o suprafață de 18,23 km2 și în 2017 număra 1.715 locuitori.

## Istoric
Localitatea Brezovica este atestată documentar din 1274.

## Demografie
| An:                | 1994 | 2004   | 2014   | 2024   |
| ------------------ | ---- | ------ | ------ | ------ |
| Număr de persoane: | 1675 | 1687   | 1710   | 1684   |
| Diferență:         |      | +0,71% | +1,36% | −1,52% |

| An:                | 2023 | 2024 |
| ------------------ | ---- | ---- |
| Număr de persoane: | 1684 | 1684 |
| Diferență:         |      | +0%  |

## Personalități
- Márton Berzeviczy (1538-1596), cancelar al Transilvaniei;
- Ján Berzevici (1692-1750), profesor iezuit, rectorul colegiului iezuit din Cluj;
- János Kupcsay (1840-1910), sculptor, autorul iconostasului Bisericii Adormirea Maicii Domnului din Brașov și amvonului Bisericii Sf. Petru din Brașov, directorul școlii de sculptură din Brașov